# 2004年MTV歐洲音樂大獎
2004年MTV歐洲音樂大獎在義大利羅馬舉行，是第11屆MTV歐洲音樂大獎。

## 表演者
- 安娜賈西亞—《Left Outside Alone》
- 野獸男孩 —《Ch-Check It Out》
- 阿姆 —《Like Toy Soldiers》/《Just Lose It》
- 法蘭茲·費迪南 —《Take Me Out》
- 提傑安若·費洛 —《Sere Nere》
- 蜂窩樂團（The Hives）—《Two-Timing Touch and Broken Bones》
- 艾莉西亞·凱斯 & 亞瑟小子 —《My Boo》
- 魔力紅 —《This Love》
- 尼力 —《Flap Your Wings》
- 關·史蒂芬妮 —《What You Waiting For?》

## 國際獎項

### 最佳歌曲
- 安娜賈西亞 —《Left Outside Alone》
- 魔力紅 —《This Love》
- 流浪者（Outkast）—《Hey Ya!》
- 小甜甜布蘭妮 —《Toxic》
- 亞瑟小子 feat. Lil Jon & 路達克里斯 —《Yeah!》

### 最佳音樂錄影帶
- 怪人樂團 —《The End Of The World》
- 傑斯 —《99 Problems》
- 流浪者 —《Hey Ya!》
- 街頭小子（The Streets） —《Fit But You Know It》
- 白線條樂團 —《The Hardest Button To Button》

### 最佳專輯
- 碧昂絲 —《危險愛情》（Dangerously In Love）
- 黑眼豆豆 —《放克大象》（Elephunk）
- 蒂朵 —《漂泊的心》（Life For Rent）
- 流浪者 —《大喇叭＆愛亂來》（Speakerboxxx/The Love Below）
- 亞瑟小子 —《愛的告白》（Confessions）

### 最佳女歌手
- 安娜賈西亞
- 碧昂絲
- 艾莉西亞·凱斯
- 艾薇兒
- 小甜甜布蘭妮

### 最佳男歌手
- 傑斯
- 尼力
- 賈斯汀
- 亞瑟小子
- 羅比·威廉斯

### 最佳團體
- 野獸男孩
- 黑眼豆豆
- D12
- 魔力紅
- 流浪者

### 最佳新人
- 法蘭茲·費迪南
- 潔米莉雅（Jamelia）
- 基音樂團
- 魔力紅
- 雷斯魔

### 最佳流行藝人
- 安娜賈西亞
- 黑眼豆豆
- 艾薇兒
- 小甜甜布蘭妮
- 羅比·威廉斯

### 最佳搖滾藝人
- 黑暗旋風樂團
- 狂野夏洛特
- 年輕歲月
- 聯合公園
- 嗆辣紅椒

### 最佳另類藝人
- 碧玉
- 法蘭茲·費迪南
- 蜂窩樂團
- 繆斯樂團
- 超凡樂團

### 最佳節奏藍調藝人
- 碧昂絲
- 酷莉絲（Kelis）
- 艾莉西亞·凱斯
- 流浪者
- 亞瑟小子

### 最佳嘻哈藝人
- 野獸男孩
- D12
- 傑斯
- 尼力
- 肯伊·威斯特

## 地區獎項

### 最佳英國及愛爾蘭藝人
- 娜塔莎·貝汀菲兒
- 法蘭茲·費迪南
- 潔米莉雅
- 繆斯樂團
- 街頭小子

### 最佳德國藝人
- Beatsteaks
- 醫生樂團
- 死褲子樂團
- 雷姆斯汀
- Sportfreunde Stiller

### 最佳北歐藝人
- 蜂窩樂團
- 山卓·勒許
- 瑪莉亞·梅娜
- Sahara Hotnights
- 賽比亞樂團（Saybia）

### 最佳義大利藝人
- 三十一章經（Articolo 31）
- Caparezza
- Elisa
- 提傑安若·費洛
- Linea 77

### 最佳荷蘭及比利時藝人
- 肯恩樂團（Kane）
- 北方孤星（Novastar）
- The Sheer
- Soulwax
- 提雅斯多

### 最佳法國藝人
- 卡洛迦羅（Calogero）
- 科尼爾（Corneille）
- IAM
- Jenifer
- 路克樂團（Luke）

### 最佳波蘭藝人
- Ania Dabrowska
- Reni Jusis
- Sidney Polak
- Sistars
- Trzeci Wymiar

### 最佳西班牙藝人
- 貝貝
- 大衛·比茲伯（David Bisbal）
- Enrique Bunbury
- 艾斯托把（Estopa）
- Alex Ubago

### 最佳俄羅斯藝人
- Dolphin
- Glukoza
- Leningrad
- 聖女天團
- Zveri

### 最佳羅馬尼亞藝人
- Activ
- Cargo
- Firma
- Ombladon feat. Raku
- 歐龍

### 最佳葡萄牙藝人
- Clã
- Da Weasel
- Gomo
- Mesa
- Toranja

## 解放心靈大獎
- La Strada International Association